# Pojezierze Ińskie
Pojezierze Ińskie este o arie protejată (sit de importanță comunitară — SCI) din Polonia întinsă pe o suprafață de 10.229,9 ha, integral pe uscat.

## Localizare
Centrul sitului Pojezierze Ińskie este situat la coordonatele 53°23′25″N 15°30′15″E / 53.3903°N 15.5041°E.

## Înființare
Situl Pojezierze Ińskie a fost declarat sit de importanță comunitară în octombrie 2009 pentru a proteja 1 specie de plante și 13 specii de animale.

## Biodiversitate
Situată în ecoregiunea continentală, aria protejată conține 15 habitate naturale: Ape stătătoare oligotrofe până la mezotrofe, cu vegetație de Littorelletea uniflorae și/sau de Isoëto-Nanojuncetea, Ape puternic oligomezotrofe cu vegetație bentonică cu Chara spp., Lacuri eutrofice naturale cu vegetație de tip Magnopotamion sau Hydrocharition, Lacuri și iazuri distrofice naturale, Fânețe de joasă altitudine (Alopecurus pratensis, Sanguisorba officinalis), Turbării active, Mlaștini turboase de tranziție și turbării mișcătoare, Izvoare petrifiante cu formare de travertin (Cratoneurion), Mlaștini alcaline, Păduri de fag Luzulo-Fagetum, Păduri de fag Asperulo-Fagetum, Păduri de stejar sau de stejar și carpen sub-atlantice și medio-europene de Carpinion betuli, Păduri acidofile de stejar bătrân cu Quercus robur pe câmpii nisipoase, Mlaștini împădurite, Păduri aluvionare cu Alnus glutinosa și Fraxinus excelsior (Alno-Padion, Alnion incanae, Salicion albae).
La baza desemnării sitului se află mai multe specii protejate:
- plante (1): Luronium natans
- amfibieni (2): buhai de baltă cu burta roșie (Bombina bombina), triton cu creastă (Triturus cristatus)
- mamifere (3): lupul (Canis lupus), castor (Castor fiber), vidră de râu (Lutra lutra)
- nevertebrate (4): croitorul mare al stejarului (Cerambyx cerdo), libelule (Leucorrhinia pectoralis), fluturele purpuriu (Lycaena dispar), Lycaena helle
- pești (4): zvârluga (Cobitis taenia), zglăvoacă (Cottus gobio), cicar (Lampetra planeri), Romanogobio albipinnatus